# یواس‌اس ماساچوست (۱۸۶۰)
یواس‌اس ماساچوست (۱۸۶۰) (به انگلیسی: USS Massachusetts (1860)) یک کشتی بود که طول آن ۲۱۰ فوت ۱۰ اینچ (۶۴٫۲۶ متر) بود. این کشتی در سال ۱۸۶۰ ساخته شد.